# ما لي
ما لي (بالصينية: 马莉) (3 مارس 1969 بالصين - ) هي لاعبة كرة قدم صينية في مركز الدفاع. شاركت مع منتخب الصين الوطني لكرة القدم للنساء.

## وصلات خارجية
- ما لي على موقع الاتحاد الدولي (مؤرشف)  (الإنجليزية)